# Boeginees
Het Boeginees (Basa Ugi) is een Austronesische taal die gesproken wordt op het zuidelijke deel van het Indonesische eiland Sulawesi. Door de Nederlandse kolonisatie vluchtte een deel van de Boeginese bevolking naar andere delen van het toenmalige Nederlands-Indië (Java, Kalimantan, Sumatra en de Molukken), waardoor het taalgebied van het Boeginees werd verspreid. Er zijn tussen de 3,5 en 4 miljoen sprekers.
Het is een ergatieve taal die behoort tot de Malayo-Polynesische talen binnen de Austronesische talen. Het is daardoor nauw verwant aan het Javaans, Soendanees en het Madoerees.
Als schrift werd oorspronkelijk het Lontara gebruikt, een Brahmisch schrift. Tegenwoordig wordt de taal echter dikwijls met behulp van het Latijnse schrift geschreven. Het Boeginees kan bogen op een van de langste epen uit de wereldliteratuur, de Sureq Galigo of La Galigo. Het telt ca 300.000 verzen en is bekend in vele fragmenten van manuscripten uit de dertiende tot de vijftiende eeuw. Er zijn nog maar weinig mensen die Boeginees in het oorspronkelijke schrift kunnen lezen.

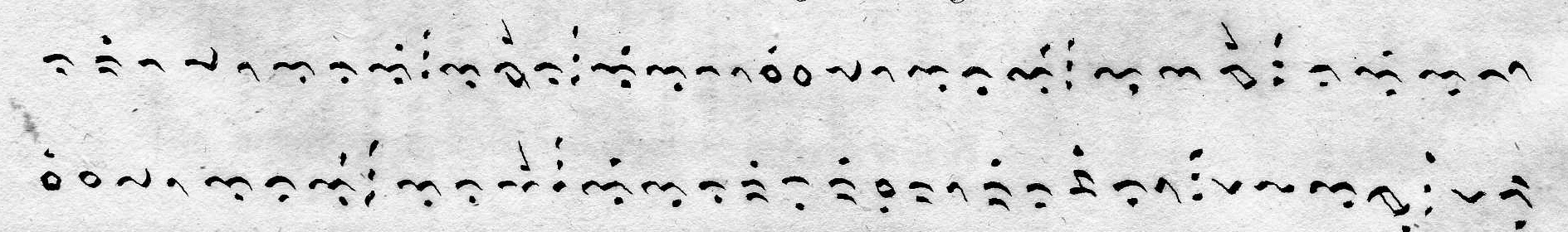
Een voorbeeld van het Lontara

In 1874 publiceerden Matthes en Schröder een eerste Boegineesch-Hollandsch woordenboek, dat nog steeds als een belangrijk standaardwerk gezien wordt. Het werk is gebaseerd op het Lontara met een Latijnse transcriptie die echter vrij sterk afwijkt van wat nu als schrift gebruikelijk is.

## Voorbeeld
Universele Verklaring van de Rechten van de Mens, Artikel 1:

| Boeginees | Nederlandse vertaling |
| --- | --- |
| Sininna rupa tau ri jajiangngi rilinoe nappunnai manengngi riasengnge alebbireng. Nappunai riasengnge akkaleng, nappunai riasengnge ati marennni na sibole bolena pada sipakatau pada massalasureng. | Alle mensen worden vrij en gelijk in waardigheid en rechten geboren. Zij zijn begiftigd met verstand en geweten, en behoren zich jegens elkander in een geest van broederschap te gedragen. |